# Agrothereutes tunetanus
Agrothereutes tunetanus är en stekelart som först beskrevs av Heinrich Habermehl 1925.
Agrothereutes tunetanus ingår i släktet Agrothereutes och familjen brokparasitsteklar. Inga underarter finns listade i Catalogue of Life.